# Lindy Elkins-Tanton
Lindy Elkins-Tanton es una científica planetaria y profesora estadounidense, cuya investigación se refiere a la evolución planetaria terrestre. Es la investigadora principal de la misión Psyche de NASA que explorará al asteroide metálico (16) Psyche a finales de la década.
Elkins-Tanton también es vicepresidenta de la Iniciativa Interplanetaria de la Universidad Estatal de Arizona y cofundadora de Beagle Learning, una empresa de tecnología que capacita y mide la resolución colaborativa de problemas y pensamiento crítico. 

## Carrera
Obtuvo su licenciatura y doctorado en geología y su maestría en geoquímica en el Instituto Tecnológico de Massachusetts (MIT).
Sirvió como profesora asociada de geología en el MIT, científica investigadora en la Universidad de Brown y profesora en la Universidad St. Mary’s College de Maryland.
Fue reclutada como directora del departamento de magnetismo terrestre del Instituto Carnegie para la Ciencia.
Luego, se convirtió en directora de la Escuela de Exploración de la Tierra y el Espacio de la Universidad Estatal de Arizona, el 1 de julio de 2014.
Desde enero de 2017, tras la selección de la misión, la Dra. Elkins-Tanton es la investigadora principal de la misión Psyche de NASA, el cual explorará al asteroide metálico (16) Psyche situado en el cinturón de asteroides entre Marte y Júpiter.
Lindy Elkins-Tanton es la segunda mujer en liderar una misión de NASA a un cuerpo importante del Sistema Solar.
También es cofundadora y líder de educación superior de Beagle Learning, que proporciona herramientas de software y capacitación que hacen que las técnicas de aprendizaje basadas en la exploración sean accesibles.

## Premios y honores

### Premios
Elkins-Tanton fue nombrada en dos ocasiones miembro Kavli Frontiers of Science de la Academia Nacional de Ciencias, recibió un premio Carrera de la Fundación Nacional de Ciencias en 2008 y fue nombrada Mentora Destacada de Investigación de la Facultad de Pregrado del MIT el año siguiente.
En 2010, recibió el premio Explorers Club Lowell Thomas por Exploring Extinction, en 2013, fue nombrada becaria Astor en la Universidad de Oxford organizada por la profesora y vulcanóloga británica, Tamsin Mather. En 2016, fue nombrada miembro de la Unión Geofísica Americana y en 2020, recibió el premio y cátedra Arthur L. Day por la Academia Nacional de Ciencias.
Es miembro de la Academia Nacional de Ciencias y de la Academia Estadounidense de las Artes y las Ciencias.
En 2022, William Morrow publicó sus memorias, en el libro A Portrait of the Scientist as a Young Woman .

### Honores
- El asteroide 8252 Elkins-Tanton lleva su nombre.
- El mineral elkinstantonite, hallado en el meteorito El Ali lleva su nombre.

## Libros
| Nombre                                                              | Fecha de publicación |
| ------------------------------------------------------------------- | -------------------- |
| The Solar System                                                    | marzo de 2006        |
| Jupiter and Saturn                                                  | 2006                 |
| Mars: (Revised Edition)                                             | 2006                 |
| Mars                                                                | noviembre de 2010    |
| The Solar System Set: 6 Volumes                                     | noviembre de 2010    |
| Visions, Ventures, Escape Velocities: A Collection of Space Futures | 2017                 |
| Earth                                                               | 9 de marzo de 2017   |
| A Portrait of the Scientist as a Young Woman                        | 7 de junio de 2022   |

## Publicaciones seleccionadas
- Elkins-Tanton, Linda (2010). Conjunto de seis volúmenes del sistema solar . ISBN 978-0-8160-8347-3.
- Elkins-Tanton, Linda; Schmidt, Anja; Fristad, Kirsten (2015). Volcanismo y Cambio Ambiental Global . Cambridge University Press . pag. 310. ISBN 978-1107058378.
- Elkins-Tanton, Linda (2022). Un retrato de la científica cuando era joven: una memoria . HarperCollins . pag. 272. ISBN 978-0063086906.